# Parti de l'égalité socialiste (États-Unis)
Pour les articles homonymes, voir Parti de l'égalité socialiste.
Le Parti de l'égalité socialiste ((en) : Socialist Equality Party, SEP) est un parti politique américain socialiste et trotskiste fondé en 1964, membre du Comité international de la Quatrième Internationale, issu de la Quatrième Internationale. Il est responsable pour la publication du World Socialist Web Site.